# 圣普里瓦迪福
圣普里瓦迪福（法語：Saint-Privat-du-Fau，法語發音：[sɛ̃ pʁiva dy fo]）是法国洛泽尔省的一个市镇，属于芒德区。

## 地理
圣普里瓦迪福（44°55'1"N, 3°20'24"E）面积22.16 平方千米，位于法国奧克西塔尼大區洛泽尔省，该省份为法国南部内陆省份，北起上盧瓦爾省和康塔爾省，西接阿韦龙省，南至加尔省，东临阿尔代什省。
与圣普里瓦迪福接壤的市镇（或旧市镇、城区）包括：瑞利扬日、马尔热里德地区波亚克、勒马尔济约福兰、圣莱热迪马尔济约。

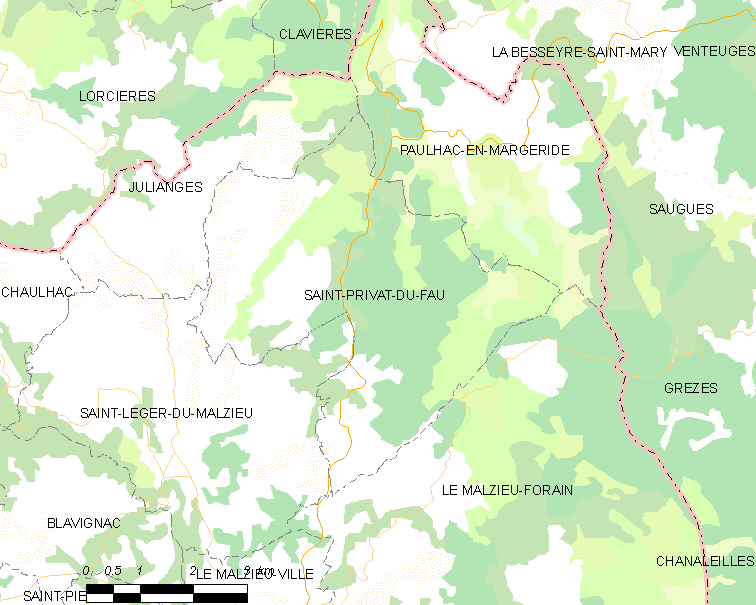
圣普里瓦迪福的OSM定位图

圣普里瓦迪福的时区为UTC+01:00、UTC+02:00（夏令时）。

## 行政
圣普里瓦迪福的邮政编码为48140，INSEE市镇编码为48179。

## 政治
圣普里瓦迪福所属的省级选区为利马尼奥勒河畔圣阿尔邦县。

## 人口

1962-2008年间圣普里瓦迪福人口变化图示

圣普里瓦迪福于2022年1月1日时的人口数量为113人。